# Moritz Coschell

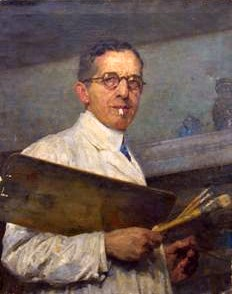
Selbstporträt (um 1920)

Moritz Coschell (auch als Max Coschell und Moritz Kocheles bekannt; * 18. September 1872 in Wien; † 11. Juli 1943 ebenda) war ein österreichischer Gesellschaftsmaler und Illustrator.

## Leben
Moritz Coschell wurde als Sohn von Leo Kocheles und seiner Frau Frumet (auch: Frimet, genannt: Fanny, geb. Stolzberg) in Wien geboren. Der Familienname wurde 1896 in Coschell geändert. Die elterliche Wohnung befand sich in der Oberen Donaustraße 53 in Wien.
Er begann sein Studium an der Staatsgewerbeschule Wien beim Bildhauer Anton Brenek und ab 1899 an der Akademie der Bildenden Künste Wien bei dem Genremaler Franz Rumpler sowie bei dem Historien- und Porträtmaler August Eisenmenger und studierte bei Albert Windisch an der Städelschule in Frankfurt. Ab 1899 war er in Berlin ansässig, wo er sich schnell in der Gesellschaft als Maler etablierte.
Im Ersten Weltkrieg diente er als Hauptmann im österreichischen Heer. Am 11. Januar 1921 heiratete er die Bankierstochter einer angesehenen Dortmunder Familie, Lucy Agnes Emma Wiskott. Aus dieser Ehe entstammt der Sohn Joachim Friedrich Leopold Coschell (* 30. Dezember 1922 in Berlin-Charlottenburg; † 1944 in Frankreich).
Moritz Coschell war, wie seine Frau Lucy, evangelischen Glaubens. Aufgrund seiner jüdischen Abstammung wurde ihm jedoch 1933 die Berufserlaubnis entzogen, wodurch sich seine Lebenssituation nachhaltig verschlechterte. Seine Werke galten als entartet und verfemt und er bekam deshalb keine Aufträge mehr, weshalb die Einkünfte ausblieben. Der eilige Umzug nach Dortmund in das elterliche Wohnhaus der Ehefrau, Prinz-Friedrich-Karl-Straße 37, hatte keine Verbesserung der Situation zur Folge. Weil zu dem Hauspersonal der Schwiegereltern Personen gehörten, die jünger als 40 Jahre alt gewesen waren, hätte sich ihr Schwager – in Befolgung der Nürnberger Gesetze – ein Zimmer in der Nähe nehmen müssen. Coschell hätte nicht mit seiner Familie zusammenleben können und wäre nur tagsüber bei ihnen im Haus gewesen.
Die Freunde seiner Schwiegereltern hatten das Wiskott-Haus gemieden. Als er schließlich auch das gemietete Zimmer nicht mehr bewohnen durfte, floh Coschell ohne seine Familie nach Wien. Da konnte er zeitweilig ein Atelier unterhalten. Dort wurde er – laut dem Juristen Joachim Weichert – schnell zu einem der führenden Künstler. Nach dem Anschluss Österreichs im Jahr 1938 war Coschell in derselben Situation wie vorher in Berlin. Das Verdienstzeichen des Ersten Weltkriegs, das er am Revers trug, verhinderte in letzter Minute seine Deportation. Ein SS-Mann führte ihn aus der Menschenschlange wieder heraus.
Das Überleben in Wien wurde für ihn und seine Familie, die ihn immer besuchte, zusehends schwieriger. Er war gezwungen, den Beruf des Kunstmalers erneut aufzugeben und beklagte in einem Brief von 1939 an den im Jahr 1938 ausgewanderten Joachim Weichert, dass seine „trockenen Ölfarben keine Linderung des dauerhaften Hungers“ böten. Die tägliche Angst und die Diffamierungen brachten ihn und seine Familie Mitte 1939 so weit, Selbstmord in Betracht zu ziehen. Ab 1939 hatte er sich aktiv bemüht, in die USA zu emigrieren. Coschell schrieb an Thomas Mann und Karl Nierendorf und versuchte in einigen Briefen, für ihn und seine Familie eine Ausreisegenehmigung zu bekommen, was allerdings nicht gelang. Andere Versuche, wie beispielsweise der eines schwedischen Pastors, der sich bemühte über das American Cormittee for Christian German Refugees, die Art Associates schlugen ebenfalls fehl.
Coschell lebte zuletzt im 1. Wiener Stadtbezirk. Trotz Berufsverbotes malte Coschell weiter und es entstanden Gemälde, in denen sich seine Verzweiflung, aber auch sein Widerstand spiegelten.
Er erkrankte schwer und starb mittellos und verarmt am 11. Juli 1943 in einem provisorisch eingerichteten israelitischen Spital der ehemaligen Talmud Tora Schule (heute: Vereinssynagoge Malzgasse) in Wien. Seiner Frau und seinem Sohn, die von einem Nachbarn über die Erkrankung des Malers informiert worden waren, war es noch gelungen, kurz bevor er verstarb, zu ihm nach Wien zu reisen. Der behandelnde Arzt teilte Lucy Coschell mit, er hätte ihren Mann im modernen, von der SS beschlagnahmten, israelischen Krankenhaus problemlos erfolgreich behandeln können, in der provisorischen Unterkunft sei die dazu notwendige Operation jedoch nicht möglich gewesen.
Moritz Coschells Sohn Joachim galt nach der rassischen Ideologie der Nationalsozialisten als „Halbjude“ und damit als „wehrunwürdig“. Er wurde 1944 in ein Arbeitsbataillon eingezogen und starb während seines Einsatzes beim Wiederaufbau zerstörter Brücken in Frankreich.
Moritz Coschell wurde auf den Wiener Zentralfriedhof, IV. Tor (Gruppe 19k, Reihe 7, Grab Nr. 2) beigesetzt.

## Freunde und Familie

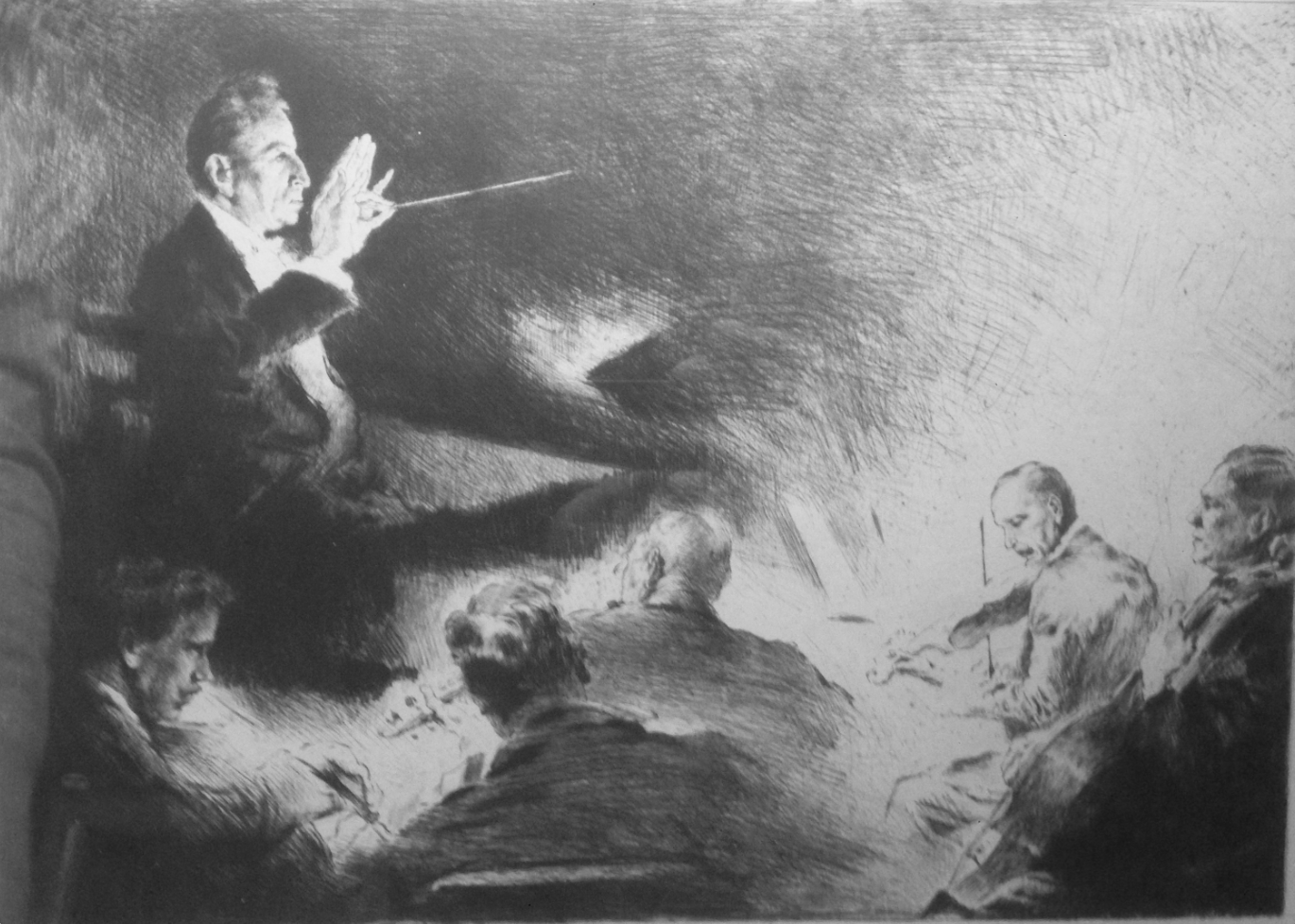
Komponist Leo Blech mit dem Streichquintett in Dortmund, 1923, Radierung von Moritz Coschell

Hans Wolfgang Weichert (später: John Wykert Husserl, * 7. November 1927 in Wien; † 16. März 2016 in New York), ein letzter Zeitzeuge Coschells, kannte den Maler persönlich. Wykert war Mitautor des Buches The Book of Alfred Kantor, in dem Kantor seinen Alltag in den Konzentrationslagern Auschwitz, Theresienstadt und Schwarzheide illustrierte. Wykert lebte in Manhattan, New York, und war der Sohn von Joachim und Katharina (genannt: Käthe) Weichert, die zu Coschell eine enge freundschaftliche Verbindung hatten. Sie emigrierten 1938 in die USA. Es entstanden einige Briefwechsel untereinander mit erschütternden und verzweifelten Schilderungen über das Leben ab 1938 in Wien. Käthe Weichert versuchte laut Aussage ihres Sohnes John Wykert, Coschell aus der dramatischen und lebensbedrohlichen Situation in die USA zu bringen, was aber fehlschlug. In einem Interview ehrte und würdigte John Wykert Moritz Coschell als vermeintliches Familienmitglied und auch wegen seines künstlerischen Schaffens.
Coschell hatte eine besondere freundschaftliche Beziehung mit Ilse Weichert (geb. Gruenberg, * 16. September 1895), die er häufig in Wien porträtiert hat und ihr auf den Gemälden liebevolle Widmungen schrieb und diese signierte. Bislang sind sieben Gemälde bekannt, darunter der Frauenakt, der in den späten 1920er Jahren entstanden ist. So ist auch die Porträtfotografie einer Postkarte rückseitig mit dem Text versehen: „Zur Widmung an den schönen Nachmittag den 10. April 1941 Ilse.“ Sie war die Cousine von Hans Weichert. Ilse Weichert wurde am 18. September 1942 im Vernichtungslager Maly Trostinez ermordet.
Christa von Germersheim aus Dortmund kannte Moritz Coschell ebenfalls persönlich. Er war ein Freund ihrer Familie und porträtierte sie und ihren Bruder Er zeichnete auch das Streichquintett, unter anderem mit ihrem Vater Werner Othmer, Paul Wiskott, Oberbaur, Schüppel und dem bekannten Komponisten Leo Blech als Dirigenten.
Die beiden Radierungen Die Kreuzigung und Die Kreuzabnahme Jesu signierte er mit „Als Widmung Herrn Werner Othmer herzlichst, Moritz Coschell 1923“. Er war immer willkommen und nahm auch seinen Sohn Joachim mit zum Spielen mit den Kindern im Garten.

## Wiederentdeckung
Eine der historischen Entdeckungen im Sommer 2014 waren die verschollenen Gemälde aus den Großen Berliner Kunstausstellungen von 1903 bis 1930. Sie waren jahrzehntelang in einer westfälischen privaten Kunstsammlung verblieben.
Die Buchautorin Lore Junge, die mit den Wiskotts befreundet war, hatte sich nach dem Tod von Coschells Ehefrau Lucy im Jahr 1991 für eine Übergabe der noch verbliebenen Gemälde und Zeichnungen an das Museum für Kunst und Kulturgeschichte Dortmund eingesetzt.

## Werke

### Übersicht
Coschell trat besonders als Chronist und Schilderer der Berliner und Wiener Gesellschaft hervor. Es entstanden zahlreiche Porträts von prominenten Persönlichkeiten, wie beispielsweise im Berliner Salon und in der Großen Berliner Kunstausstellung, die Halbstücke des Kunsthändlers Alfred Gold (Porträt Dr. A. G., 1904) und seiner Frau Martha (Porträt Frau Dr. A. G., 1910), die Zeichnung Arthur Nikisch am Dirigentenpult (1906), des Komponisten Leo Blech als Dirigenten mit dem Streichquartett (1923), die Porträtradierung des Pianisten Franz Liszt, das Porträt des Kritikers Alfred Kerr, die Schriftsteller Thomas Mann, Bernhard Kellermann und Isidor Kastan, des Wiener Cellisten und Komponisten Heinrich Grünfeld, 1930, des Operetten-Komponisten und Mitbesitzers des Wiener Johann Strauß-Theaters Richard von Goldberger (1903), des Komponisten Ferruccio Busoni, des Adelsgeschlechts Baron von Prillwitz, Barons von Decken sowie des Afrika-Reisenden Graf d’Harnoncourt. Er fertigte auch Porträts von seiner Familie sowie dem Schwiegervater und Bankier der Bank Wiskott & Co, Heinrich Paul Wiskott. Ebenso porträtierte er Personen aus seinem engen Freundeskreis in Wien, beispielsweise die Nichte des prominenten Philosophen Edmund Husserl, Ilse Weichert, deren Familie ihm sehr nahestand.
Moritz Coschell war sehr angesehen beim preußischen Adel. Das deutsche Kaiserehepaar Wilhelm II. und Auguste Viktoria besuchte ihn in seinem Atelier und erwarb einige Gemälde. Coschell fertigte auch ein Kircheninterieur für den Deutschen Kaiser an.

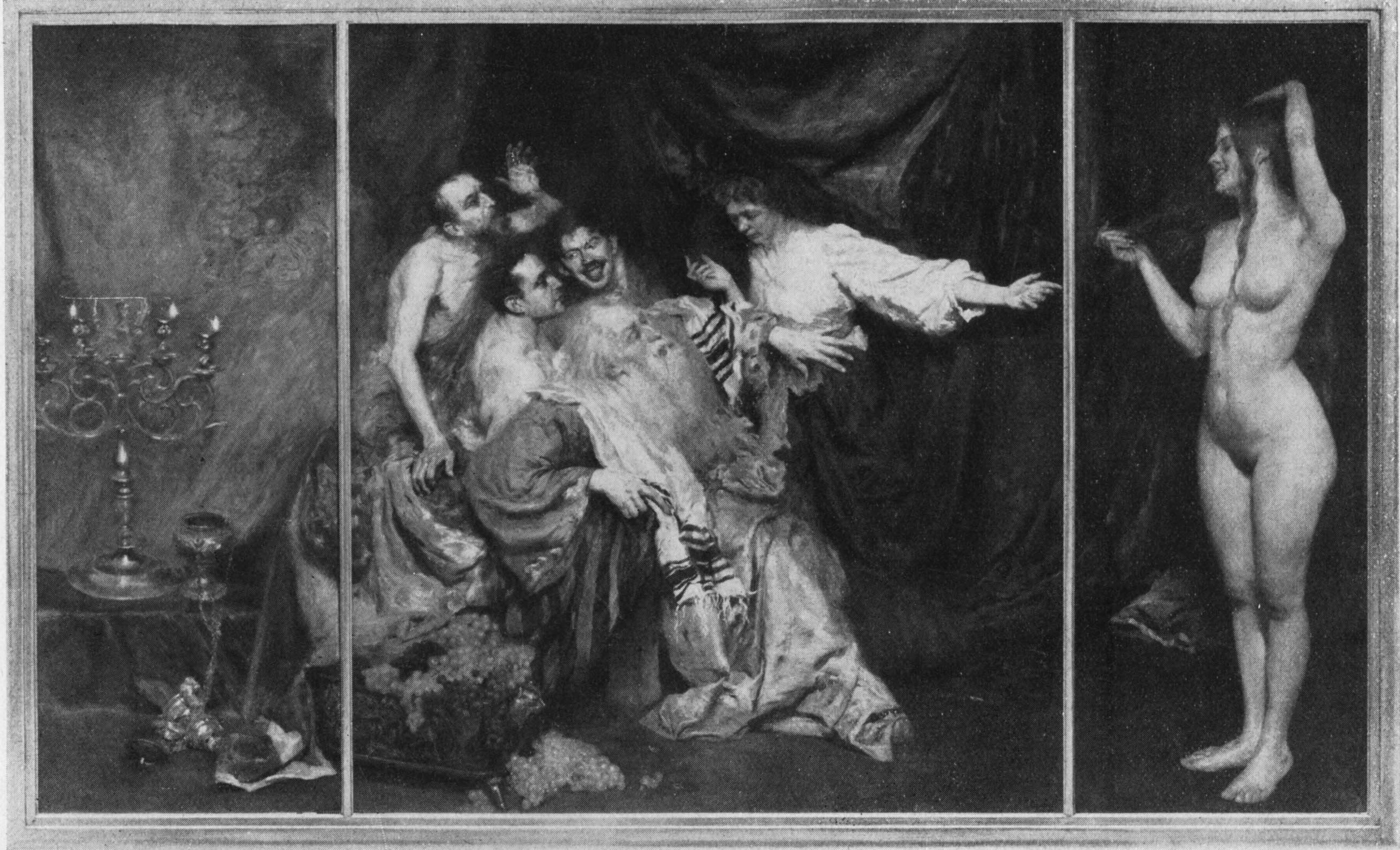
Abigail vor David, Ausstellung jüdischer Künstler, Berlin 1907

Weitere Themen waren Interieurs, Landschaften, alttestamentliche Themen, sowie das sehr große – von Coschell für die am 17. November 1907 in Berlin stattgefundene „Ausstellung jüdischer Künstler“ beigesteuerte – Gemälde Abigail vor David. Viele Zeitungen berichteten darüber sowie der Kunstkritiker Fritz Stahl im Berliner Tageblatt, Ludwig Pietsch von der Vossischen Zeitung, das ehemalige Bismarcksche Organ und die Norddeutsche Allgemeine Zeitung sowie auch das Tel Aviv Museum of Art in Israel mit dem Titel Fragmented Mirror (‚Zerbrochener Spiegel‘). Das Museum rekonstruierte 2009 die Berliner Schau jüdischer Maler vom Anfang des 20. Jahrhunderts. Die Ausstellungskuratorin war Batsheva Goldman Ida. Das Gemälde wurde damals in der Ausstellung jüdischer Künstler als das „interessanteste Historienbild“ bezeichnet und publiziert. Die Eröffnungsrede der Ausstellung hielt Rudolph Schildkraut.
Unter den Künstlern befanden sich auch Eugen Spiro, Camille Pissarro, Lesser Ury, Mark Antokolski, Jozef Israëls, Max Liebermann, Alfred Nossig, Joseph Oppenheimer, Leonid Pasternak, Léopold Gottlieb u. v. a., die im Text mit Coschell erwähnt wurden und unter anderem der polnische Maler Leopold Pilichowski, der von Coschell in dieser Ausstellung unterstützt wurde, laut dem jüdischen Verlag in Köln in der zionistischen Zeitschrift Die Welt.
Noch weitere Themen waren auch des jüdischen Volkslebens, Skizzen aus dem galizischen Ghetto für den Band Galizien des Werkes und die Schilderungen vom Kriegsschauplatz (Feuertaufe meiner Kompanie) in der Kunstausstellung Galerie Arnot in Wien.
Coschell war Mitglied der Vereinigung Berliner Künstler und der Freien Vereinigung Graphiker zu Berlin.
Neben der Malerei war Coschell als Grafiker und Illustrator aktiv. 1901 illustrierte er für den Fischer Verlag Anatol und Lieutenant Gustl von Arthur Schnitzler, den Ullstein Verlag und die Berliner Illustrierte Zeitung, für die auch Lyonel Feininger, Paul Simmel und Walter Trier zeichneten und Erich Salomon fotografierte, schuf er u. a. Titelblattentwürfe, sowie zeichnete er die Frauenrechtlerinnen und Suffragetten 1913 aus Großbritannien, Emmeline Pankhurst und ihrer Tochter Christabel Pankhurst sowie La rue à Berlin für das Journalheft Le Figaro Illustré in Paris im Jahr 1907. Es war eine Sondernummer (Licht und Schattenseiten des Berliner Großstadtlebens) und war ihm gewidmet. Ebenso illustrierte er den Sensationsprozess gegen Prinz Philipp zu Eulenburg (die Harden-Eulenburg-Affäre) für die Pariser L’Illustration von 1908. Er fertigte auch Grafiken und Bilder für das Kronprinzenwerk.
Die Zeitung Die Welt berichtete 1999 über eine Ausstellung im Märkischen Museum in Berlin mit Leihgaben des Axel Springer Verlags. Es wurden Gerichtszeichnungen (Spielerprozess Stallmann 1913) und Karikaturen von Coschell gezeigt.
In zahlreichen deutschen und internationalen Museen sind seine Werke ausgestellt, unter anderem in Wien, Brüssel, Braunschweig, im Musée d’art et d’histoire du Judaïsme in Paris, im Museum für Kunst und Kulturgeschichte und im Museum Ostwall in Dortmund sowie im Kupferstichkabinett und im Märkischen Museum in Berlin.

Auswahl der Werke Coschells
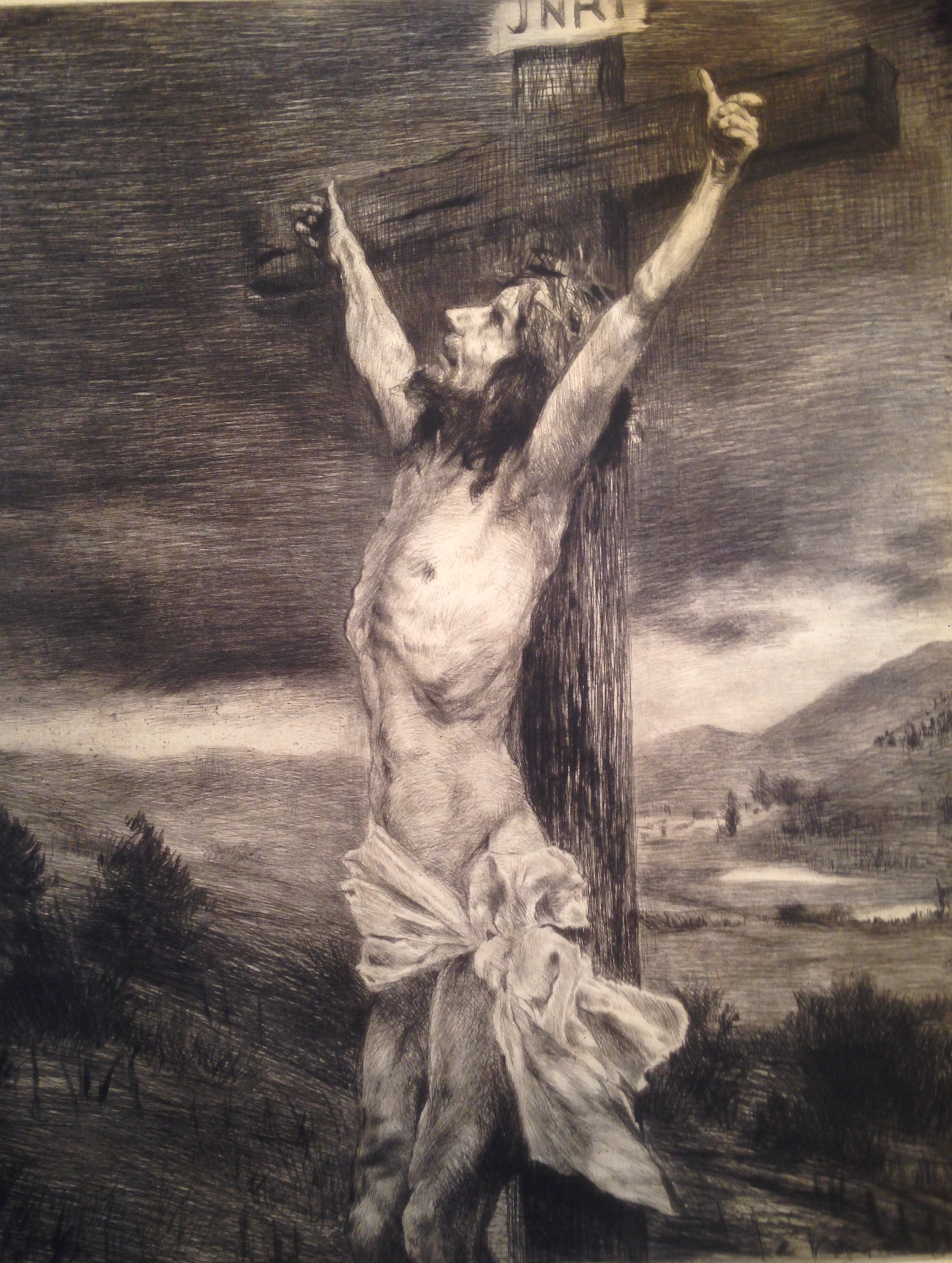
Radierung von Moritz Coschell
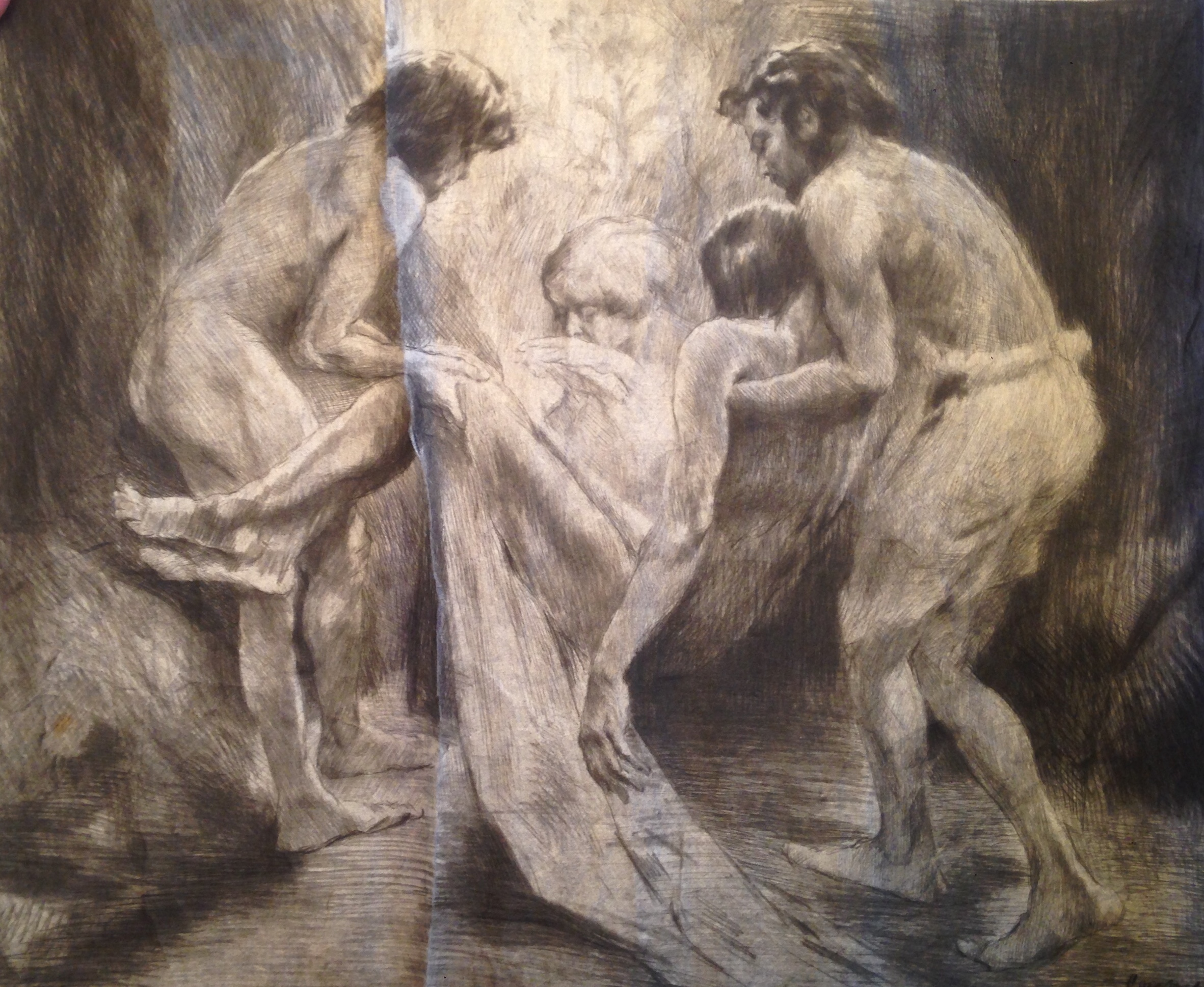
Radierung von Moritz Coschell
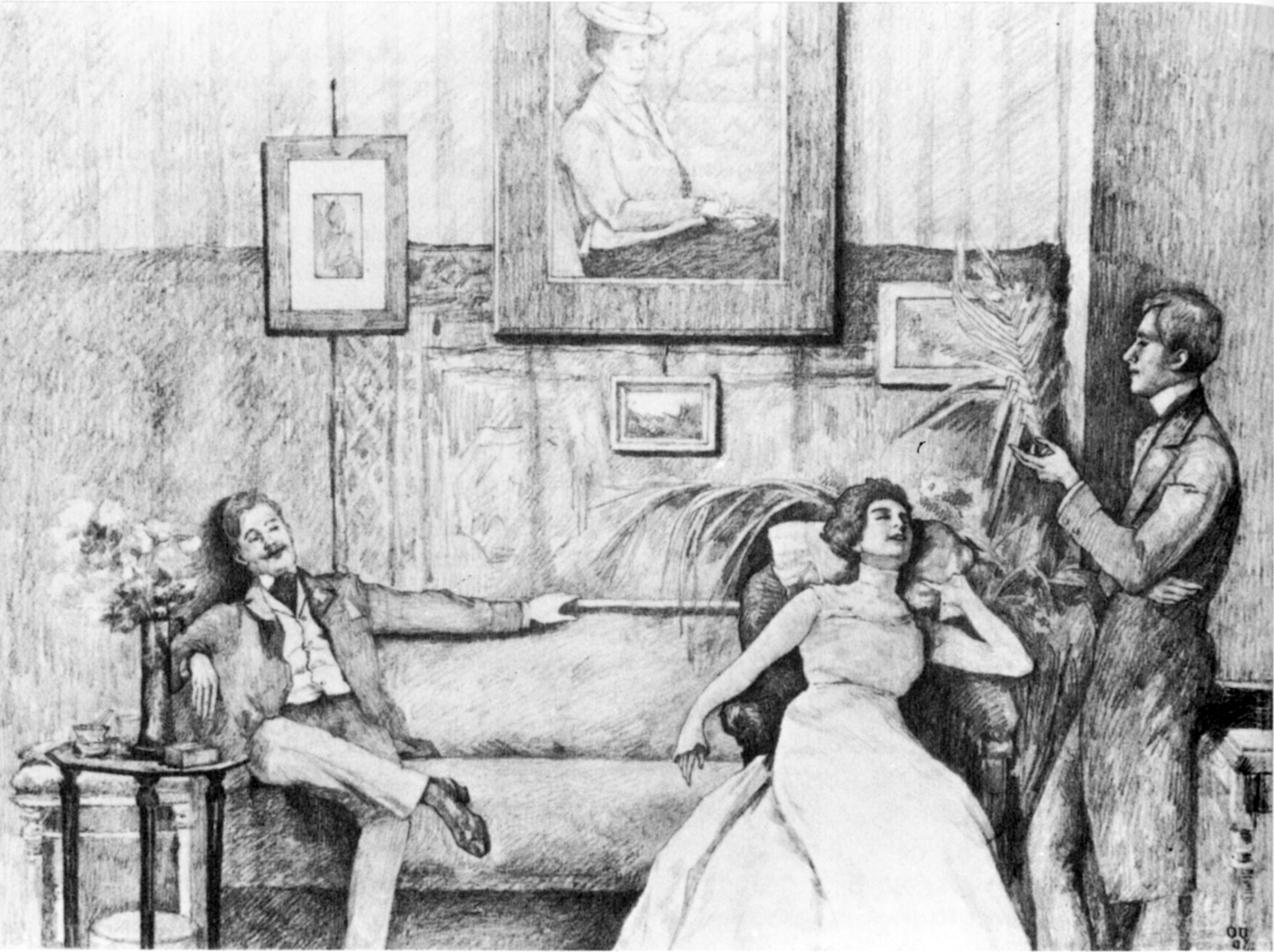
Cora in Hypnose, Wien 1899
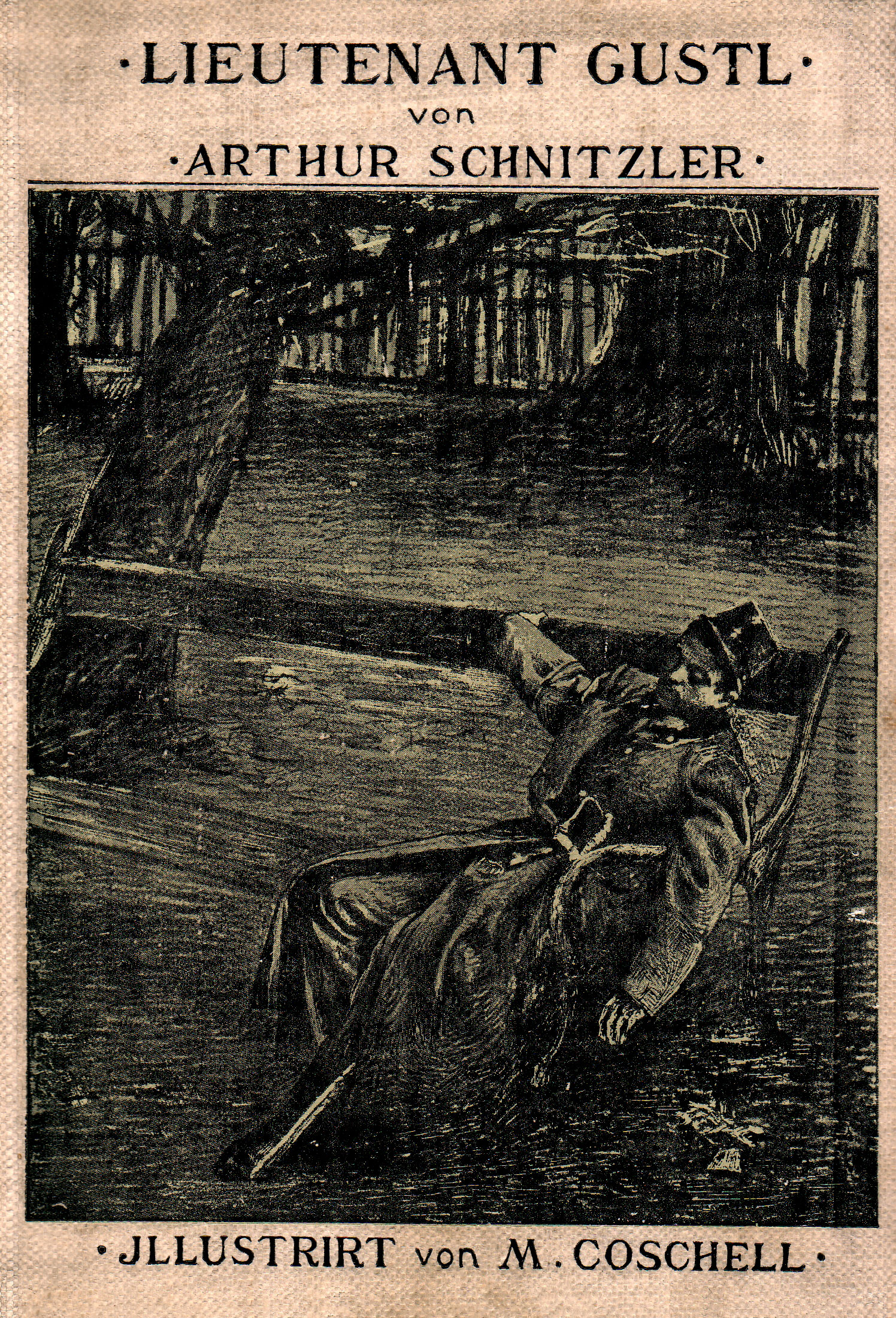
Lieutenant Gustl, Erstausgabe, Wien 1901
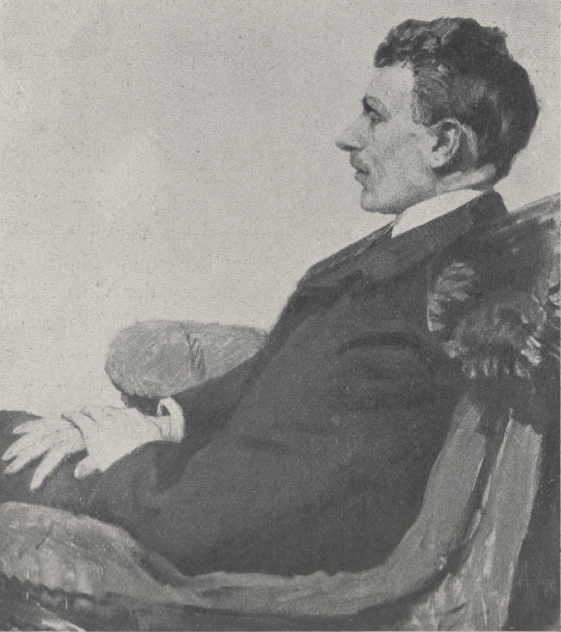
Porträt D. A. G., Berlin 1904
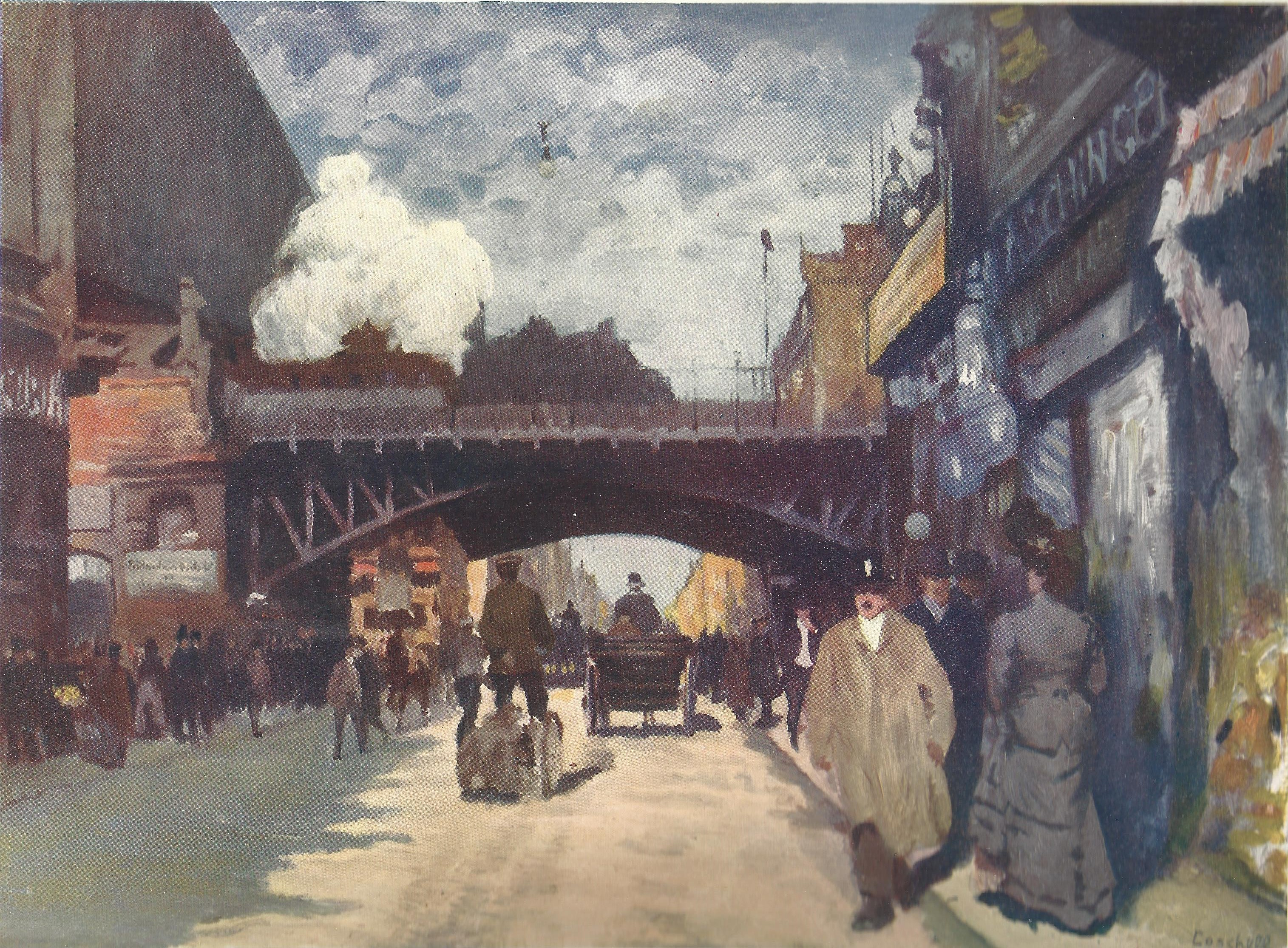
Die Berliner Friedrichstraße (La Rue à Berlin)
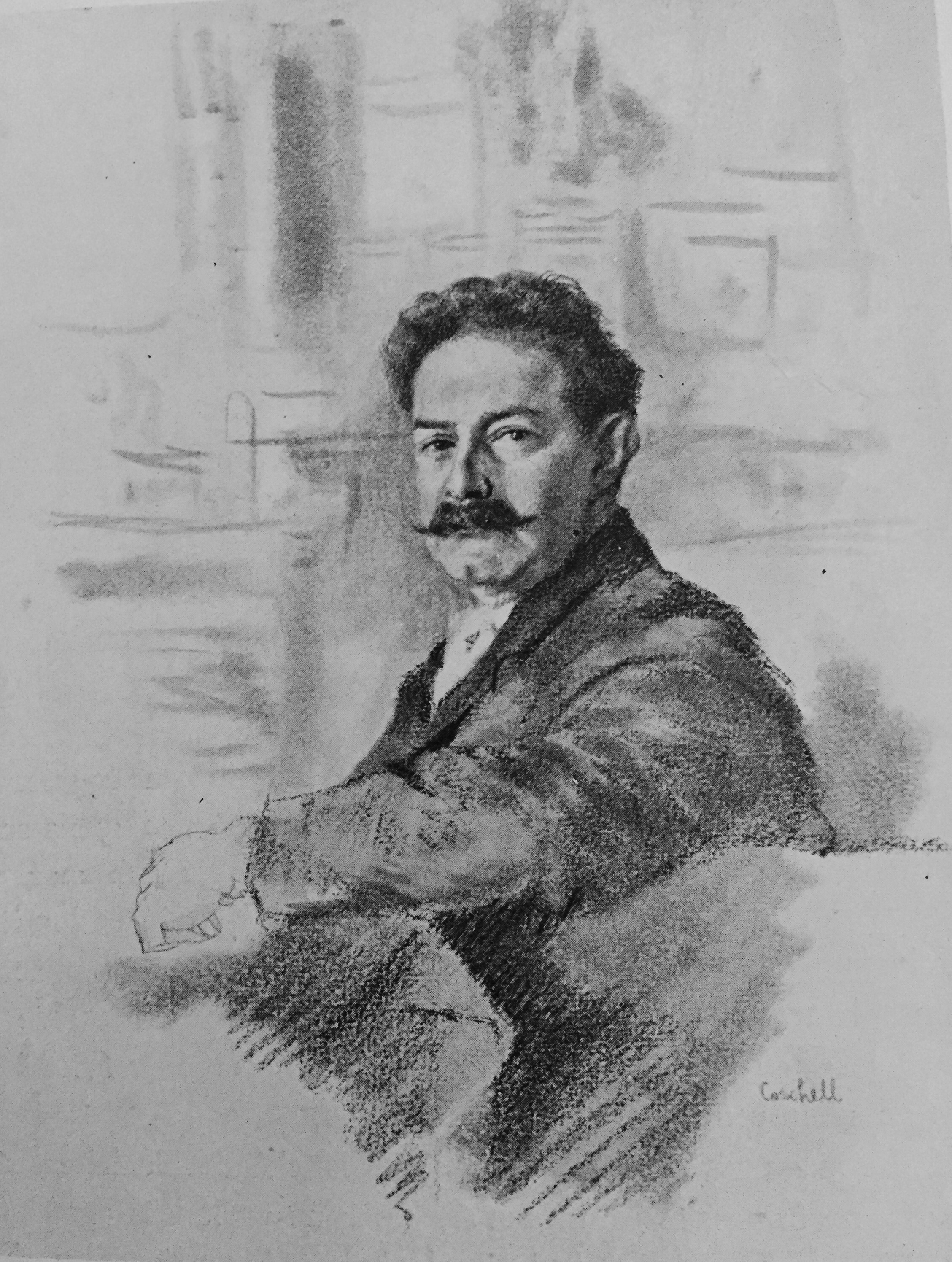
Porträt Heinrich Grünfeld, Paris 1907
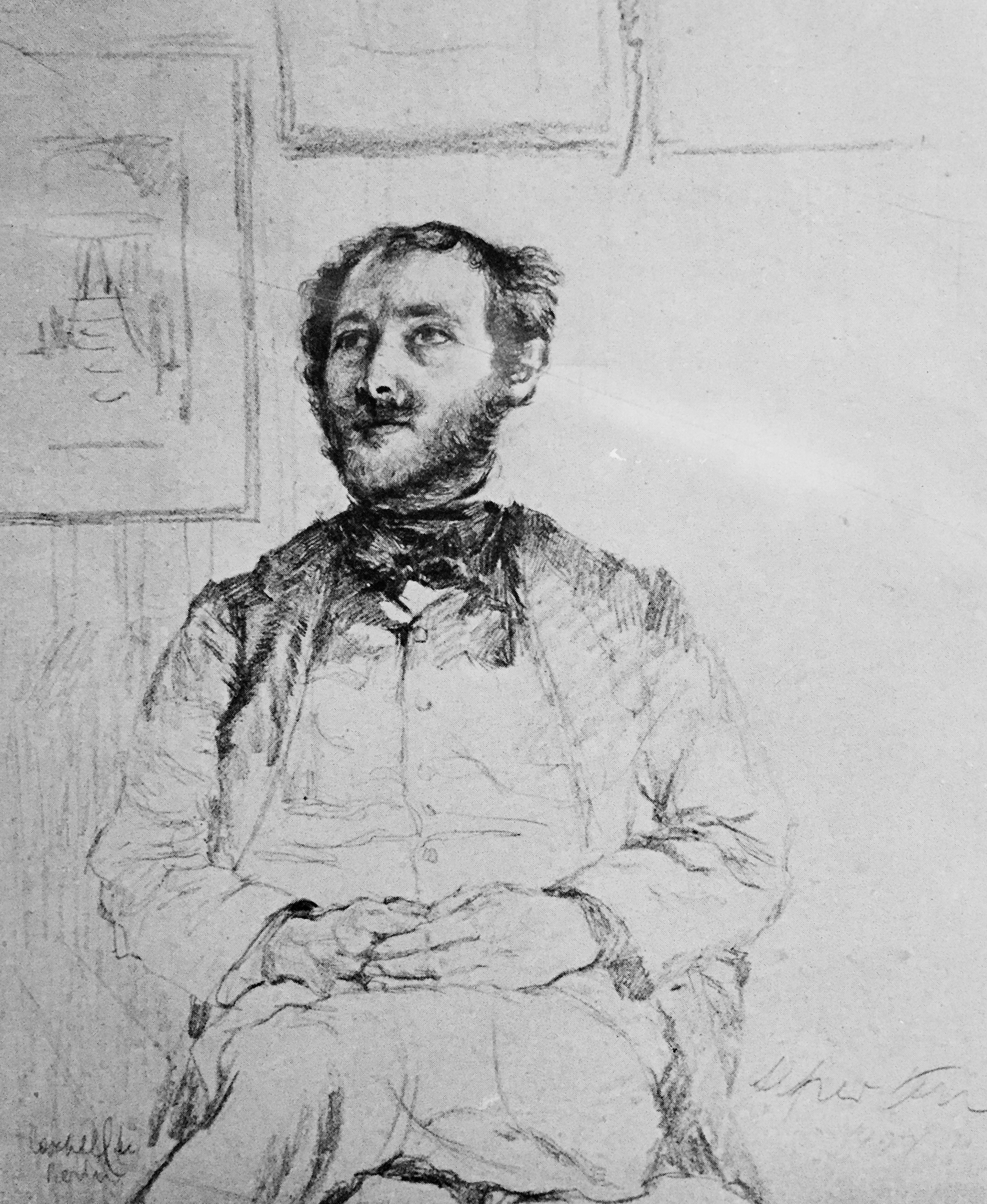
Porträt Alfred Kerr, 1907
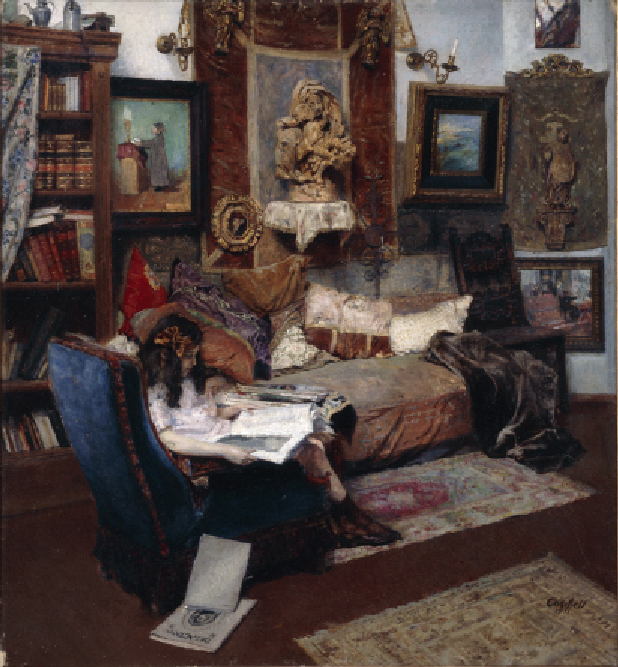
Im Atelier von Coschell, Berlin 1911
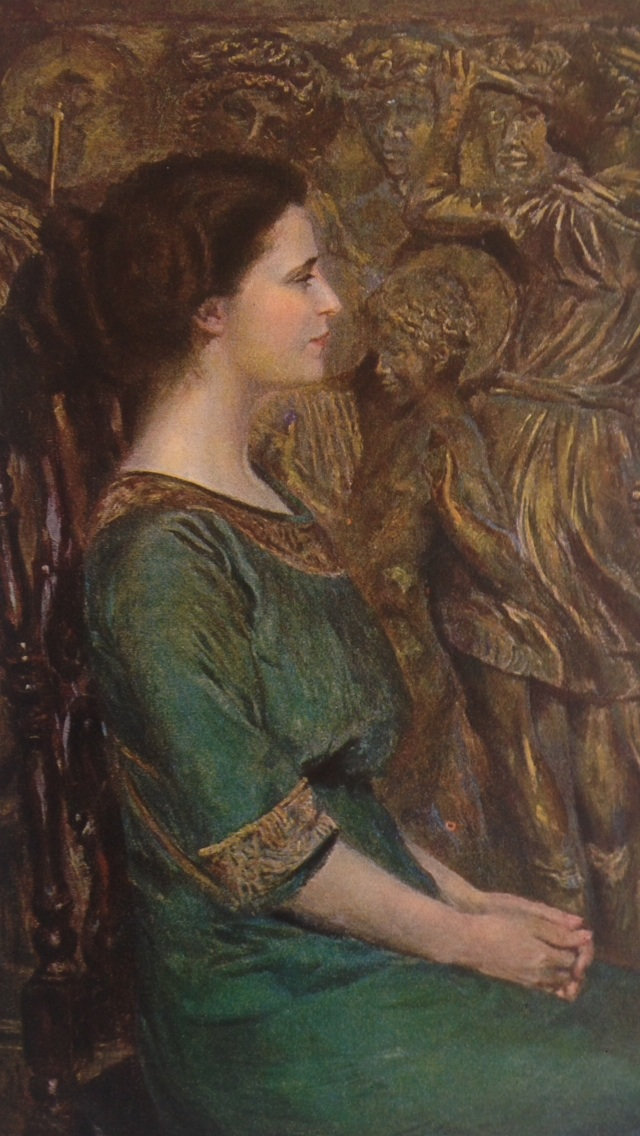
Porträt Fräulein Ilse J., Berlin 1912
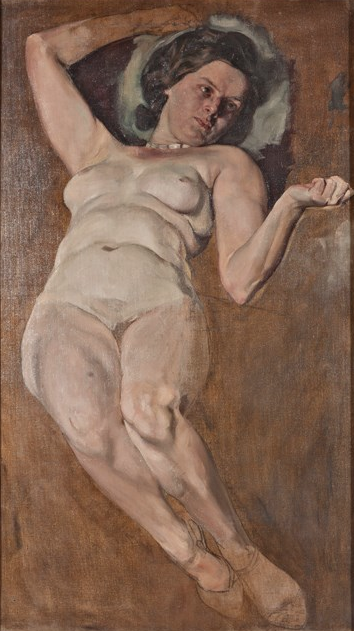
Liegender Frauenakt, (Ilse Weichert) großformatiges Ölgemälde, um 1920
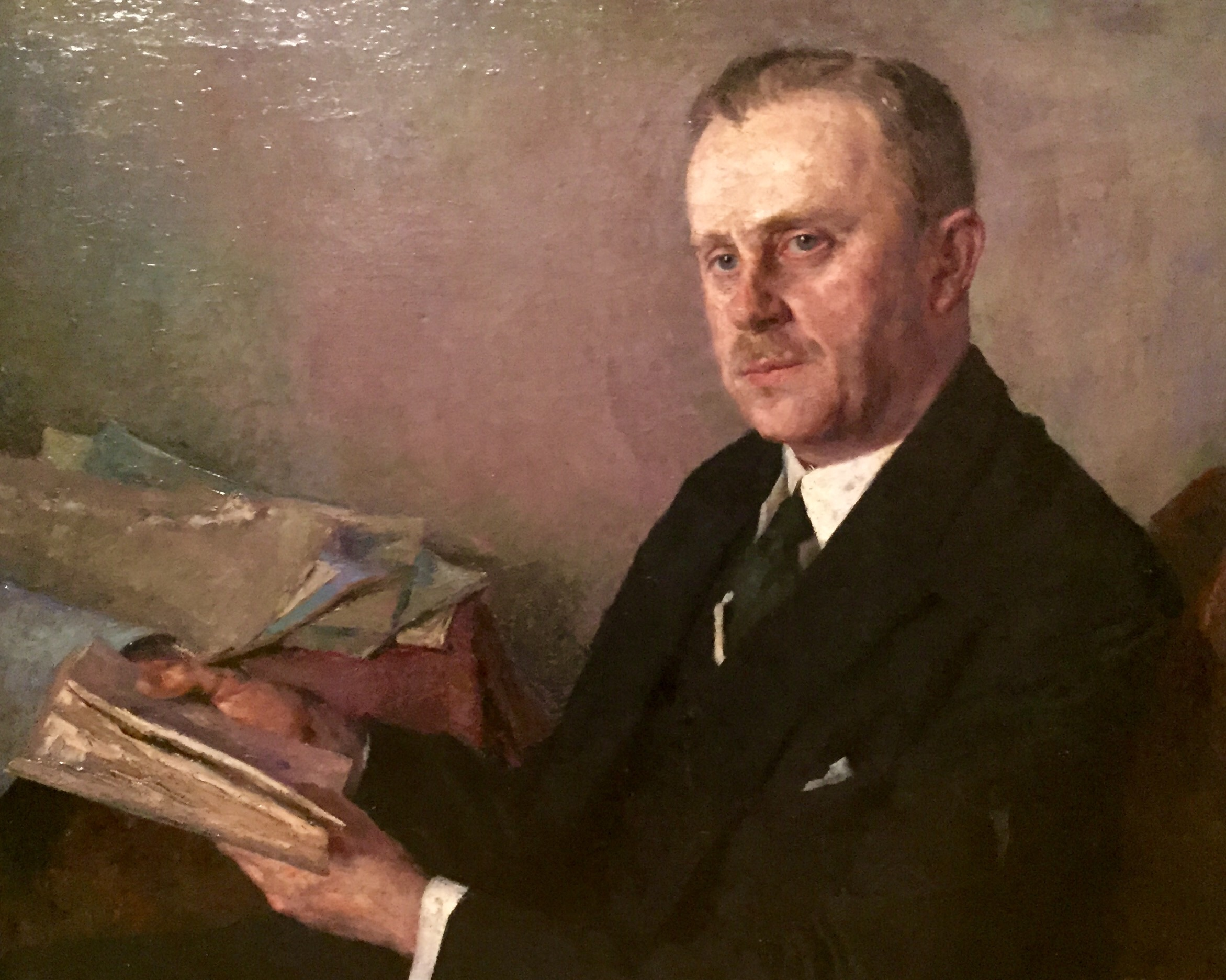
Porträt Thomas Mann, um 1922
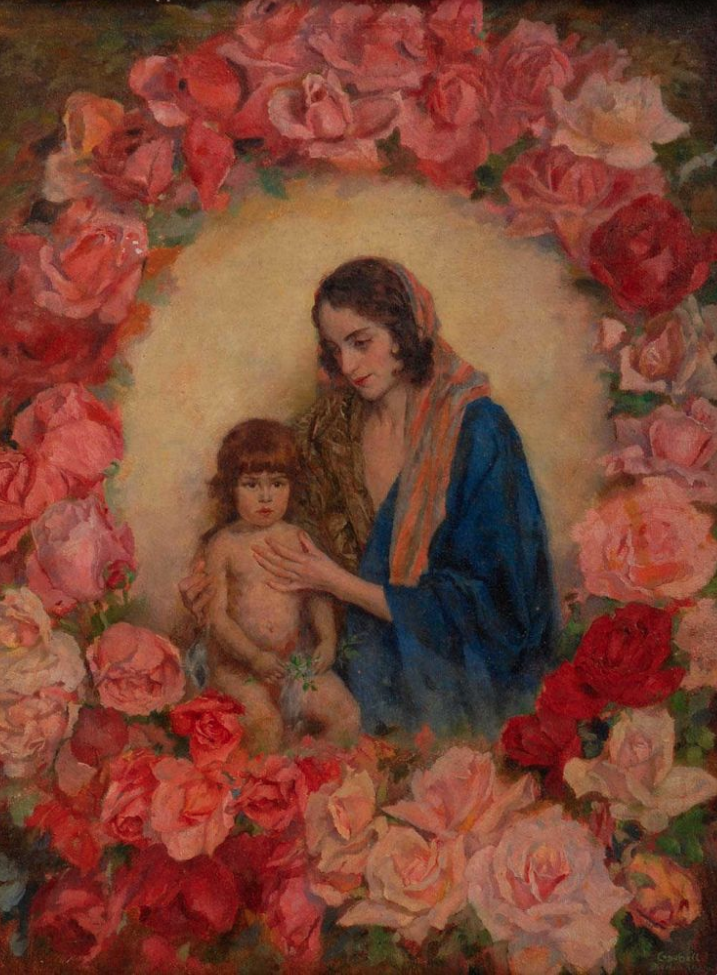
Mutter mit Kind, Lucy und Joachim Coschell, Berlin 1929
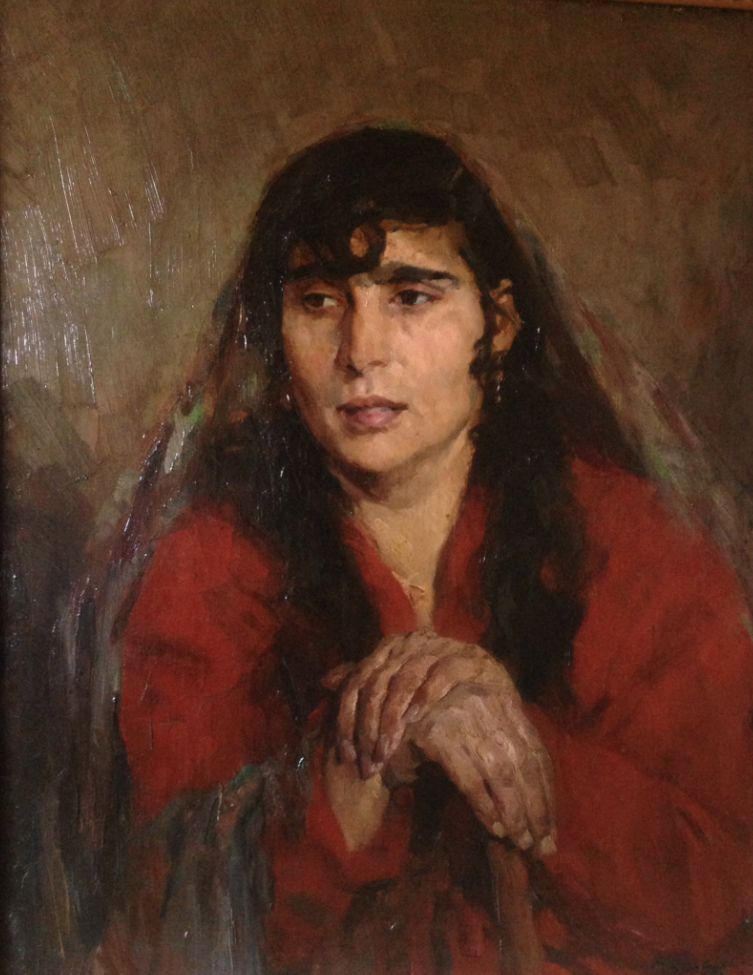
Zigeunerin mit Stock, 1932
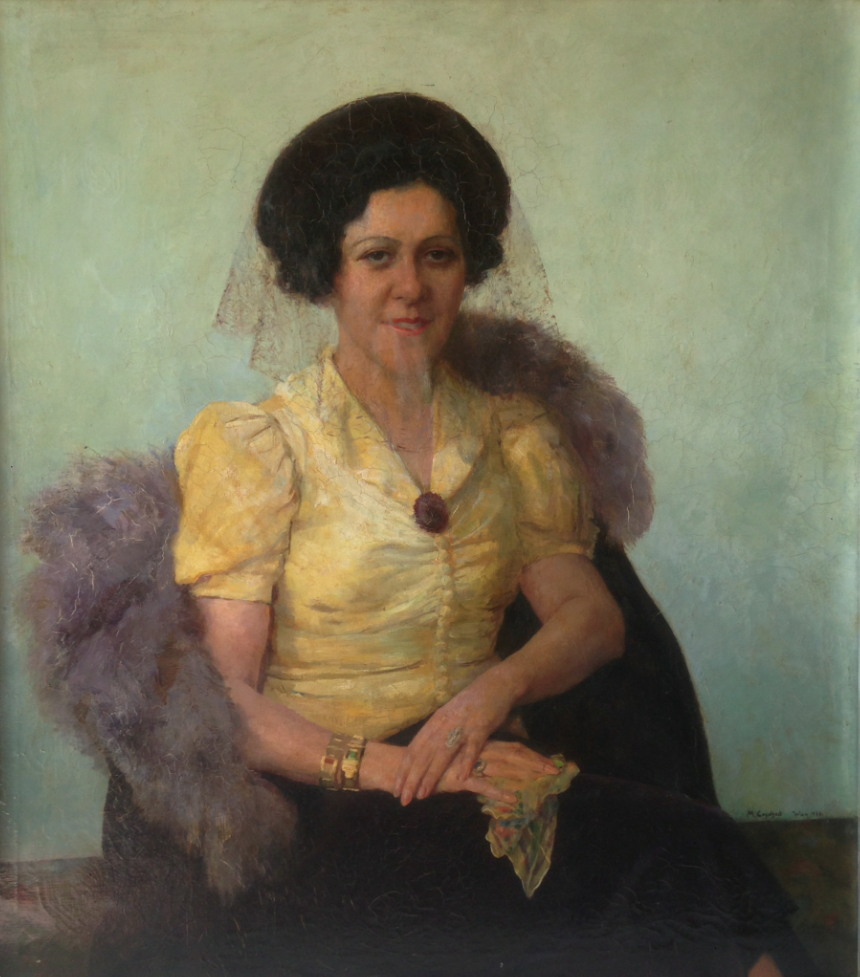
Porträt Frau Ilse Weichert, Wien 1938
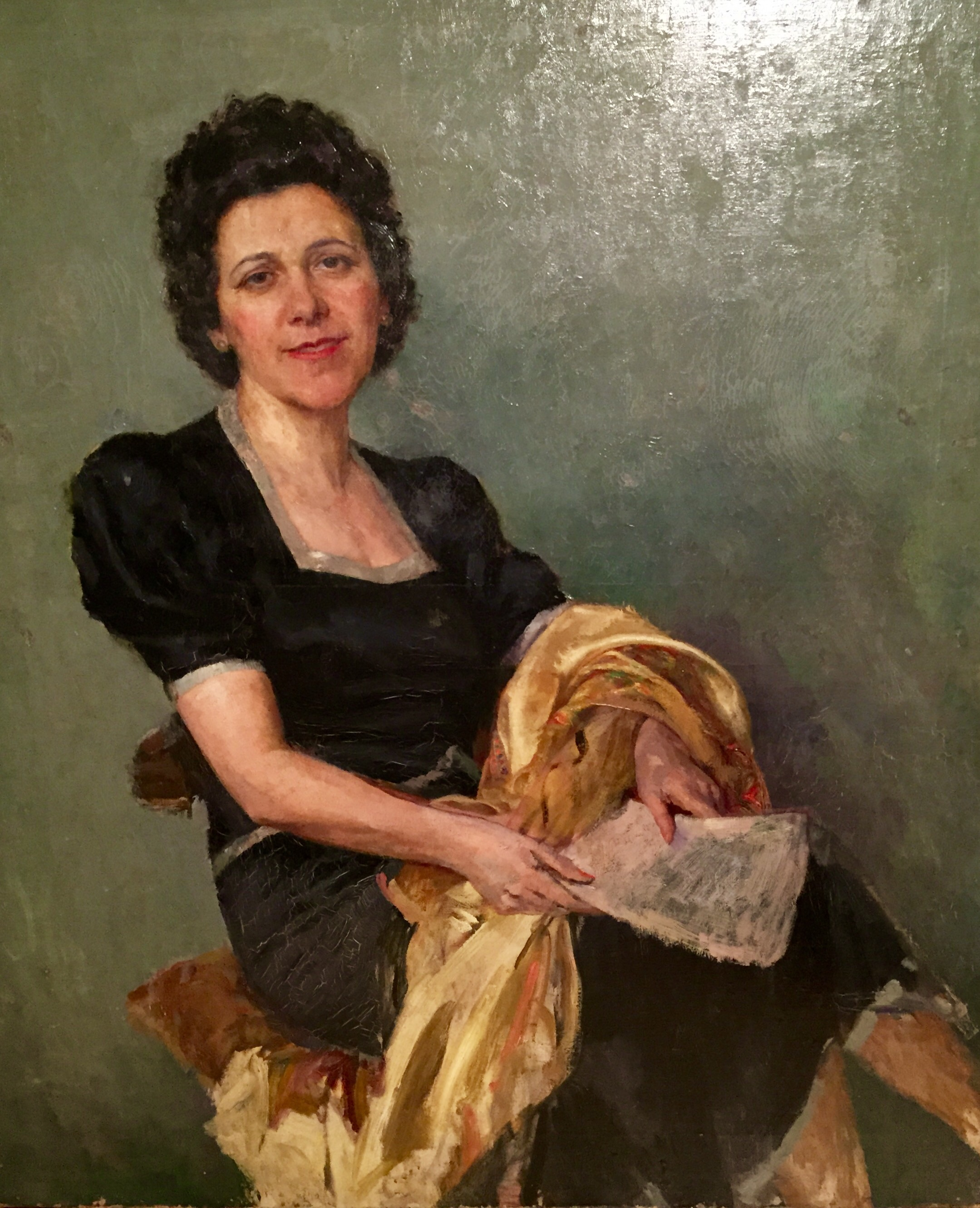
Porträt Frau Ilse Weichert, Wien 1941

### Auswahl der Werke
- Renegatin, 1890
- Rabbiner im Gebet, 1890
- Blumenmädchen, Wien 1894
- Dame in grauer Toilette, mit Hutungethüm, 1899
- Landschaften aus der Umgebung des Gutes Eceka bei Groß-Beeskerek
- Alter Friedhof aus Südtirol
- Berglandschaften aus Österreich
- Porträt Graf d’Harnoncourt
- Jüdische Familienszene, 1900
- Königliche Oper in Berlin
- Die Berliner Friedrichstraße (La Rue à Berlin)
- Bierhalle mit Musikkapelle
- Pärchen im Zoologischen Garten
- Szene aus dem Wintergarten des Café National in Berlin
- Restaurant Kempinski in Berlin
- Damenbildnis Frl. Sylvia Levisohn, GBK, 1900
- Häusliches Interieur
- Porträt Dr. A. K., Berlin, 1901
- Bildnis der Frau M. M. (Pastellzeichnung), Berlin 1902
- Die Abtrünnige, Berlin 1903
- Porträt Richard von Goldberger, Berlin 1903
- Porträt Dr. A. G. (Alfred Gold), Berlin 1904, GBK
- Der Sohn des Wunderrabbi, 1904
- Studie Bildnis einer Frau, 1904
- Damenporträt mit schwarzen großen Hut in weißem Kleid, 1904
- Porträt Junger Mann, 1904
- In Frieden ruhn sie, los von der Erde Müh, Berlin 1906, GBK
- "Knabenbildnis aus Elfenbein", Berlin 1906
- Abigail vor David, Berlin 1907
- Porträt Alfred Kerr, 1907
- Abisag von Sunem, Berlin 1908, GBK
- Porträt Bernhard Kellermann, Berlin 1909, GBK
- Porträt Frau Dr. A. G. (Martha Gold), Berlin 1910, GBK
- Porträt Frau H. H. (Radierung), Berlin, GBK
- Stickerin (Kreidezeichnung), Berlin
- Selbstbildnis aus Tirol, Berlin
- Damenporträt, 1910
- Im Atelier, Berlin 1911
- Die Lesestunde, Berlin 1911
- Herrn G. L. (Radierung), Berlin 1911, GBK
- Ruhe auf der Flucht (Radierung), Berlin 1911, GBK
- Der Kiebitz (Radierung), Berlin 1911, GBK
- Aus dem Kaiser Friedrich Museum, Berlin 1912, GBK
- Interieur, Berlin 1912
- Frau Margot U., Berlin 1912, GBK
- Josef Giampietro, Berlin 1912, GBK
- Fräulein Ilse J., Berlin 1912, GBK
- Alfred Kerr, Berlin 1912
- Komponist Bogumil Zepler am Klavier, Berlin 1912
- Onkel Richard und Sohn Günther (Radierung), Berlin 1913
- Christus und die Sünderin, München 1913, GPM
- Porträt Annemarie, Berlin 1913, GBK
- Selbstbildnis aus Tirol 1913, GBK
- Im Atelier (Radierung), Berlin 1913
- Apachenbraut, Berlin 1914, GBK
- Porträt Baron von Decken, Berlin 1914, GBK
- Porträt Mirit, Berlin 1914, GBK
- Porträt Baron von Prillwitz, Berlin 1914, GBK
- Sternickel (Kreidezeichnung), Berlin 1914, GBK
- Porträt Damenbildnis (Radierung), Berlin, GBK
- A good Read (Lesendes Mädchen)
- Femme fatale (Lucy Coschell), Berlin 1914, Oppenau 1916
- Plantagenbesitzer in Indien, 1916
- General Habermann, 1916
- General der Kavallerie Ignaz Edler von Kordar, 1916
- Dorf Dorna Kandreni, 1917
- Liegender Frauenakt, um 1920
- Porträt Paul Wiskott, 1921
- Bildnis Dr. J. K. (Dr. J. Kastan), Berlin 1921, GBK
- Inneres eines westfälischen Bauernhauses, 1922, Museum für Kunst und Kulturgeschichte (MKK), Dortmund
- Vor dem Ausgang, Berlin 1922, GBK
- Porträt Thomas Mann, um 1922
- Auferweckung Lazarus (Radierung), Berlin 1923, GBK
- Mutter mit Kind (Radierung), Berlin 1923, GBK
- Hus i Positano, 1924
- Porträt Kommerzienrat Julius Glückert, 1925
- Mädchenkopf, 1925
- Porträt Frau Backmeister, Dortmund
- Porträt Margot Rose, Dortmund
- Porträt Joachim Coschell, 1927
- Junge im Matrosenanzug, 1927
- Porträt Frau Prof. Henle, Dortmund 1928
- Porträt Sanitätsrat Dr. Weber, Dortmund 1929
- Porträt Prof. Dr. Schröder, Dortmund 1929
- Porträt Lehrer von der Maschinenbauschule, Dortmund 1929
- Bildnis eines Knaben
- Zigeuner in Scole
- Selbstporträt (Atelierinterieur und Lucy Coschell im Hintergrund)
- Porträt Joachim Coschell (Lucy mit Joachim), 1929
- Selbstporträt, 1929, GBK
- Porträt Heinrich Heine, Radierung, 1930
- Porträt Heinrich Grünfeld, Berlin 1930, GBK
- Selbstporträt mit Zigarette und Pinsel im Atelier, 1930
- Porträt Frau von Germersheim, geb. Othmer, Dortmund 1930
- Die Frau des Komponisten Busoni (Gerda Busoni), 1931
- Gerichtsrat Hellerdorf, Dortmund 1931
- Zigeunerin mit Stock, 1932
- Goldschmied Heinrich Frisse, 1934
- Lucy Coschell (Wiskott präsentiert Schmuck des Dortmunder Goldschmieds Frisse), 1934
- Oberbaurat Schüppel, 1935
- Frau Schüppel, 1935
- Herr Prof. Schröder, Dortmund 1935
- Ehefrau von Prof. Schröder, Dortmund 1935
- Frau Gisela Herbrechter geb. Jucho, Dortmund
- Staatssekretär Riedelhammer, 1936
- Zwei Kinder des Staatssekretär Riedelhammer, 1936
- Selbstporträt im Atelier, 1936
- Selbstporträt, 1936
- Bauernhaus, 1936
- Wasserbecken im Park, 1936
- Porträt Joachim Coschell, Zeichnung mit der Widmung „Von Deinem arg bedrängten Vater“, 1936
- Porträt Frau Ilse Weichert mit goldener Bluse und Schleier, Wien 1938
- Porträt Frau Ilse Weichert mit Laube, Wien 1938
- Porträt Frau Ilse Weichert mit Zeitschrift, Wien 1938, mit einer liebevollen Widmung
- Porträt Frau Ilse Weichert sitzend vor dem Gemälde Bernhard Kellermann, Wien 1941
- Porträt Frau Ilse Weichert sitzend am Balkon, Wien 1941
- Porträt einer alten Frau, 1941
- Porträt Ilse Weichert sitzend auf einem Hocker mit einer Zeitung in der Hand, Wien 1941

### Prominente Porträts der großen Berliner Kunstausstellung

#### Porträt Richard von Goldberger

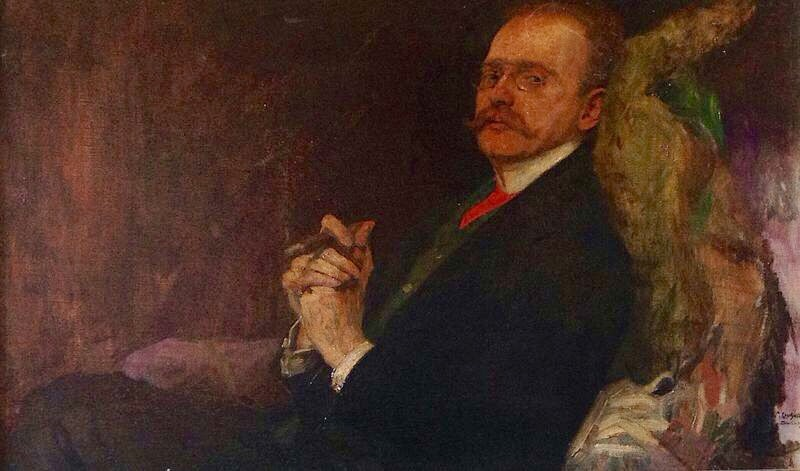
Porträt Richard von Goldberger,
GBK 1903

Das große Gemälde des Barons Richard von Goldberger aus dem Jahr 1903 wurde auf der GBK ausgestellt. Das Werk wurde in der jüdischen Kultur- und Monatszeitschrift Ost und West publiziert und erhielt eine ausführliche Beurteilung des Kritikers Georg Hermann. Goldberger war ein erfolgreicher österreichischer Komponist und Mitbesitzer des Johann Strauß-Theaters in Wien, der in Berlin lebte.

#### Porträt Bernhard Kellermann

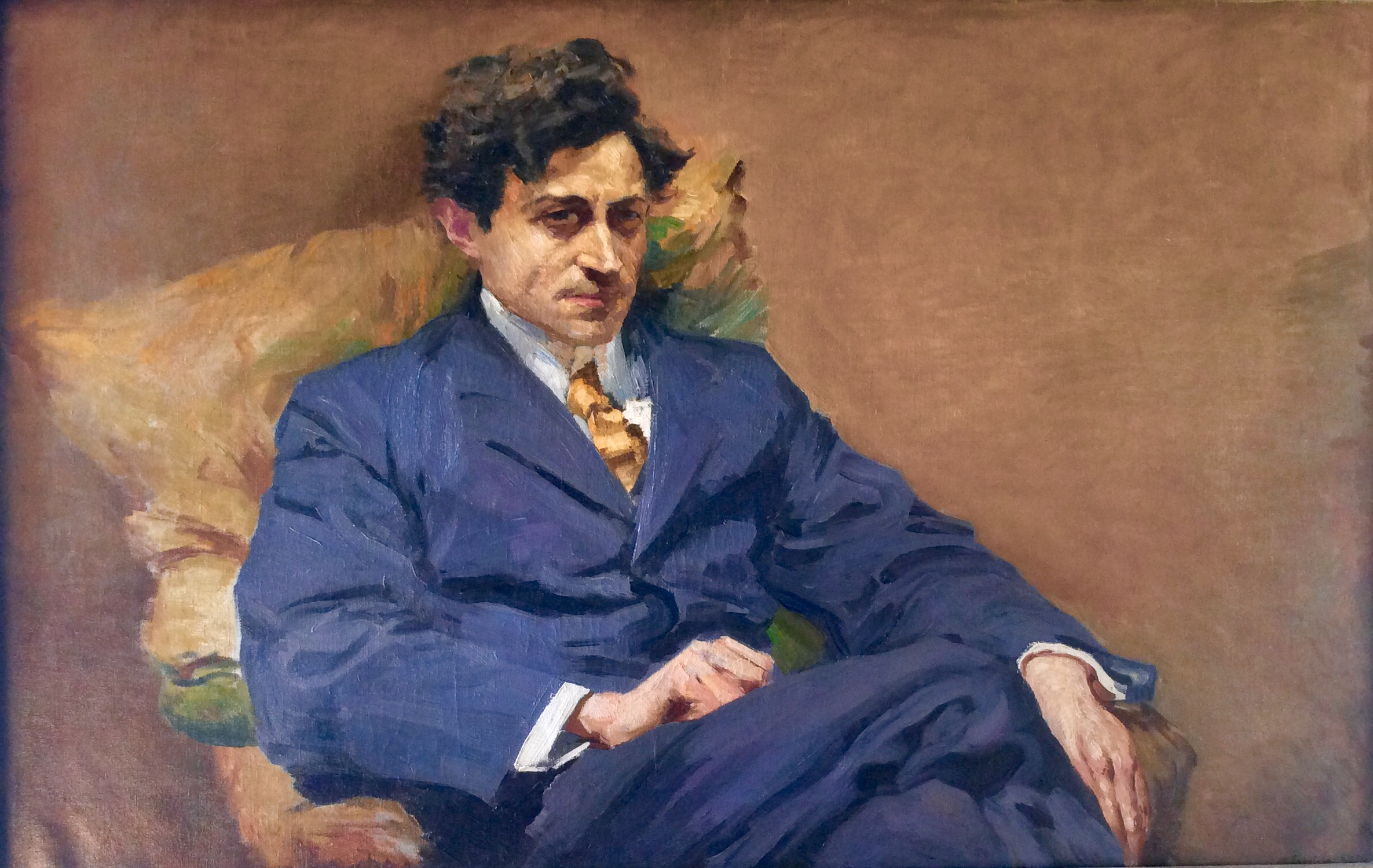
Porträt Bernhard Kellermann, GBK 1909

Moritz Coschell erstellte 1909 ein lebensgroßes Porträt von dem Schriftsteller und Romanautor Bernhard Kellermann. Das bedeutendste Buch Kellermanns ist der Roman Der Tunnel. Es erschien im April 1913 im S. Fischer Verlag, Berlin. Bereits nach einem halben Jahr waren 100.000 Exemplare verkauft. Bis 1939 erreichte es eine Gesamtauflage in Millionenhöhe. Damit gilt Der Tunnel als erster deutscher Bestseller des 20. Jahrhunderts. Zudem gehörte Kellermann zum Kreis der Domiers, so genannt nach ihrem Stamm-Café du Dome in Paris zusammen mit den Kunstmäzen Wilhelm Uhde um 1906 und ab 1926 Mitglied der Preußischen Akademie der Künste in Berlin und war in der Sektion Dichtkunst, wie auch Thomas Mann, einer seiner Kollegen. Das große Porträt war auf der Großen Berliner Kunstausstellung 1909 im Landesausstellungsgebäude am Lehrter Bahnhof mit der Nr. 982 versehen und im Saal 23 ausgestellt.

#### Porträt Martha Gold

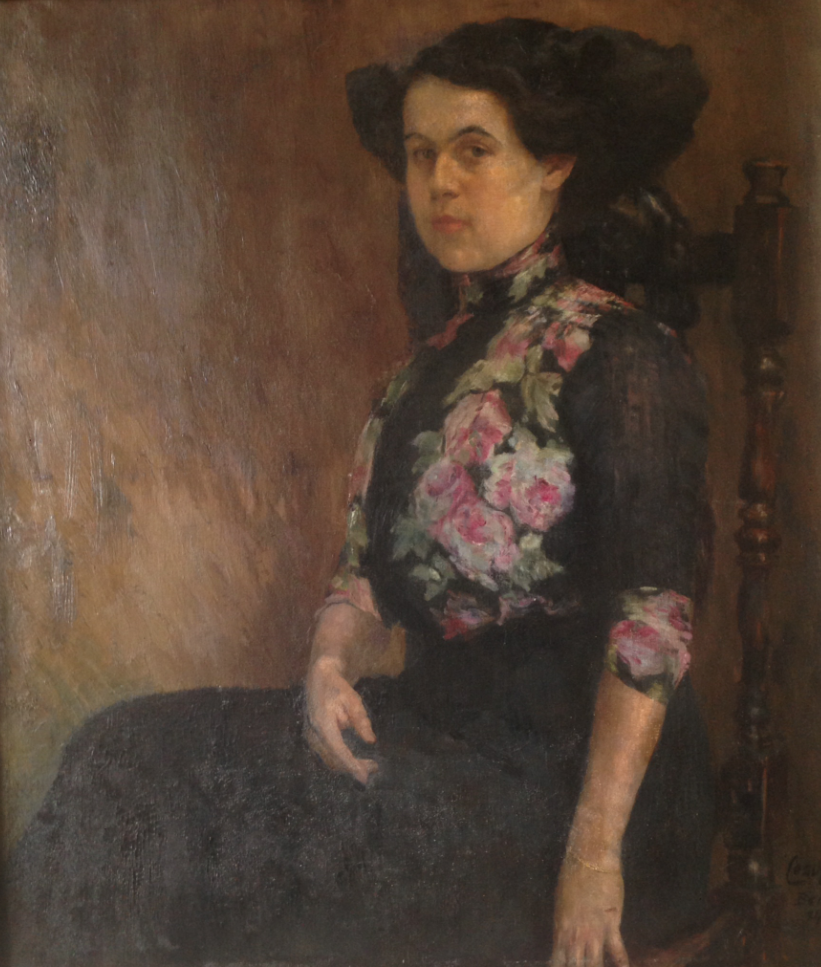
Martha Gold im Alter von 24 Jahren,
Berlin, GBK 1910

Martha (Margarethe) Gold, geb. Zadek (* 17. Februar 1885 in Berlin; † 16. August 1960 in Portland) war verheiratet mit Alfred Gold und beide hatten eine Tochter, die spätere Bildhauerin Marianne Gold Littman (* 1907; † 23. März 1999). Ihr Ehemann war einer der bedeutendsten Kunsthändler und gehörte zur Wiener Moderne des späten 19. Jahrhunderts, der „Jeunesse dorée“ in Wien und Berlin und nannte sich auch Fin de Siécle oder Alwin Goldeck.
Nach der „Machtergreifung“ der Nationalsozialisten verließ die Familie Deutschland nach Frankreich. Später nach der deutschen Besetzung von Paris emigrierten sie in die USA.

#### Porträt Heinrich Grünfeld

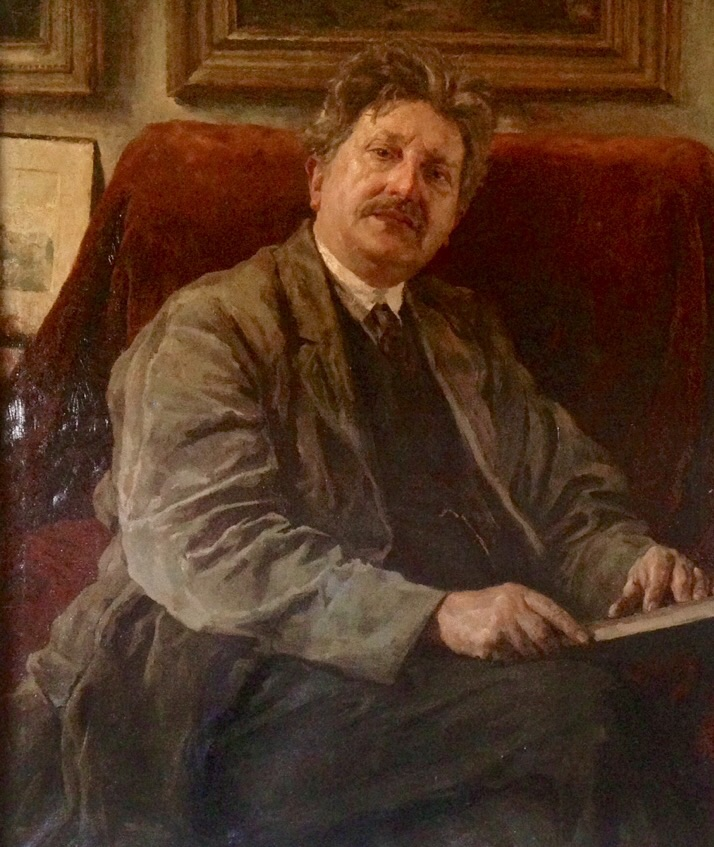
Porträt Heinrich Grünfeld,
GBK 1930

Das Porträtgemälde von Professor Heinrich Grünfeld fertigte Coschell in lebensgroße Darstellung im Jahr 1930 an. Grünfeld war der preußische Hofcellist und unterhielt den Deutschen Kaiser Wilhelm II. sowohl mit seinem Cello wie auch mit seinem schlagfertigen Humor.
Der Komponist und Musiker verkehrte im literarischen Salon von Richard M. Meyer und seiner Frau Estella sowie im Hause des Kohlemagnaten Eduard Arnhold. Laut Siegmund Kaznelson (Juden im deutschen Kulturbereich) blieb er in Erinnerung als „liebenswürdiger Repräsentant des intimeren Genres und Kammermusiker“. Er galt als einer der beliebtesten Bürger Berlins, war ein enger Freund der Familie Gerhart Hauptmann. Sein Ableben im Jahr 1931 bewegte die Berliner Gesellschaft.

## Ausstellungen (Auswahl)
- 1894 Kunstverein Wien
- 1899 Weihnachtskunstausstellung im Künstlerhaus Wien
- 1900 Große Berliner Kunstausstellung
- 1901 Große Berliner Kunstausstellung
- 1902 Große Berliner Kunstausstellung
- 1903 Große Berliner Kunstausstellung
- 1904 Düsseldorfer Kunstausstellung
- 1905 Große Berliner Kunstausstellung
- 1906 Große Berliner Kunstausstellung
- 1906 Ausstellung Berliner Sezession
- 1906 Miniaturen-Ausstellung Berlin, Friedmann & Weber
- 1907 Ausstellung jüdischer Künstler Berlin
- 1908 Große Berliner Kunstausstellung
- 1909 Große Berliner Kunstausstellung
- 1909 Große Kunstausstellung im Künstlerhaus Wien
- 1910 Große Berliner Kunstausstellung
- 1911 Jubiläumsausstellung Künstlerhaus Wien
- 1911 Große Berliner Kunstausstellung
- 1912 Große Berliner Kunstausstellung
- 1913 Große Berliner Kunstausstellung, Jubiläumsausstellung
- 1913 Werckmeisters Kunstsalon Berlin, Mai-Ausstellung
- 1913 Internationale Kunstausstellung im Glaspalast München
- 1914 Ausstellungshaus am Kurfürstendamm, Januar Ausstellung Berlin
- 1914 Erste Internationale Graphische Kunst-Ausstellung Leipzig
- 1914 Große Berliner Kunstausstellung
- 1916 Galerie Wild-Peters, Oppenau
- 1916 Galerie Arnot
- 1920 Ausstellung Dortmunder Kunst und Gewerbemuseum
- 1923 Große Berliner Kunstausstellung
- 1926 Große Berliner Kunstausstellung, Farbige Raumkunst
- 1928 Ausstellung Dortmunder Kunstsalon May
- 1928 Ausstellung Dortmunder Museum Ostwall
- 1930 Herbstausstellung des Vereins Berliner Künstler
- 1936 Ausstellung Bremer Kunstschau
- 1996 Galerie Rafael, Marcos-Cuadros Alicante, Spanien
- 1999 Ausstellung im Märkischen Museum mit Leihgaben des Axel Springer Verlags
- 2019 Sonderausstellung, Die Potsdamer Villa Kellermann im Spiegel der Kunst

## Bedeutung
In einem Unterstützungsbrief an das New Yorker Büro von Thomas Mann vom 12. Juli 1939 schrieb Coschells Freund Joachim Weichert, dass Kaiser Wilhelm II. persönlich in sein Atelier gekommen sei und einige Gemälde gekauft hätte. Die Schwägerin Nora Wiskott berichtete, dass die deutsche Kaiserin den Künstler in seinem Berliner Atelier mehrmals besuchte und zwei Porträts kaufte.

## Rezensionen
„Moritz Coschell, der Maler des Bildes das auf der diesjährigen Großen Berliner Kunstausstellung eine starke Anziehungskraft auf viele ihrer Besucher ausübt, ist ein geborener Österreicher aber neuerdings nach Berlin übersiedelt. Hier hatte er bis zu jener Ausstellung die Aufmerksamkeit ausschließlich durch seine Bildnisse bekannter Persönlichkeiten auf sich gelenkt. Durch dies umfangreiche wirkungsvolle, tüchtig gezeichnete und gemalte Bild mit lebensgroßen Figuren hat er auch die überrascht, Leistungsfähigkeit zu kennen glaubten.“

„Die Bildnisse des Mannes und des Knaben sind schöne Beweise seiner Kunst, einen Charakter zu erfassen und niederzuschreiben. Vor allem das
Bildnis des Knaben habe ich gern in seiner Einfachkeit; es erinnert mich an ein kleines Rembrandtsches Selbstporträt, dass den Maler von vorn zeigt, eine
Locke über die Schulter gezogen. Die Einfachkeit, die paar Töne, die große schwarze ruhige Fläche, der Rätselblick in den Augen des Knaben, das sind
hübsche Dinge, die den, der für Werte in einer Schöpfung Organ besitzt, angenehm ansprechen.“

„Er [Coschell] ist hier durch acht Ölgemälde, die zu seinen künstlichsten Werken von so großer malerischer wie ergreifender seelischer Wirkung zählt und durch sechs Radierungen vertreten. Nächst diesem Grossen tritt besonders Coschell mit einer glänzenden malerischen Schöpfung aus der Menge heraus.“

„Stark vertreten ist das Porträt. Vertieft man sich in Wesen und Ausdruck der Bildnisse dieses Künstlers, so entdeckt man, dass es ihm nicht genügt, lediglich die äußere Ähnlichkeit zu finden. Es kommt ihm vielmehr auf die geistige Tiefe an, auf das, was hinter dem Malerischen steht, auf die individuelle Seelenhaftigkeit, die man auf so vielen Bildern des konsequenten Impressionismus, der um seines optischen Effekts willen, auch ein menschliches Antlitz wie ein Stilleben oder eine Landschaft behandelt, vergebens sucht.“

„Besondere Aufmerksamkeit beansprucht das Bildnis „Bernhard Kellermann“ von unserem sonst durch Genrebilder auch aus dem Jüdischen Leben hervorragenden Glaubensgenossen M. Coschell.“